# Mediazona
Mediazona és un mitjà de comunicació independent rus centrat en l'oposició al president Vladímir Putin que va ser fundat per Maria Aliókhina i Nadezhda Tolokonnikova, ambdues membres de Pussy Riot. Mediazona se centra en el sistema judicial, policial i penal de Rússia i col·labora amb Zona Prava, un grup de suport que treballa per a protegir els drets de les persones preses.

## Història
Aliókhina i Tolokonnikova van fundar Mediazona quan van sortir de la presó el 2013 després de ser condemnes a gairebé dos anys per «odi religiós». Van ser arrestades després d'una actuació de Pussy Riot que el grup va anomenar una «oració punk» a la catedral del Crist Salvador de Moscou el 21 de febrer de 2012. Durant l'actuació, les músiques van demanar que la Mare de Déu protegís Rússia de Vladímir Putin, que va ser reelegit president de Rússia poc després.
Aliókhina i Tolokonnikova van afirmar que durant les seves condemnes de presó van ser objecte de nombrosos abusos. Tolokonnikova va descriure «condicions semblants als esclaus», com ara treballar 16 hores al dia cosint uniformes de policia, o presoneres que van patir una congelació tan severa que els van haver d'amputar els dits dels peus.
El març de 2016, el periodista de Mediazona Iégor Skovoroda va ser atacat mentre viatjava amb un grup de periodistes i activistes prop d'Ordzhonikidzevskaia a Ingúixia, a l'oest de la frontera amb Txetxènia. El grup, que incloïa periodistes de la ràdio estatal sueca, del diari noruec Ny Tid i dels diaris russos Kommersant i The New Times, intentaven entrar a Txetxènia en un viatge de premsa, on el grup planejava reunir-se amb persones que havien estat torturades i amb familiars de persones segrestades. Els atacants van incendiar el vehicle i dos dels periodistes occidentals i dos dels activistes russos van ser hospitalitzats.

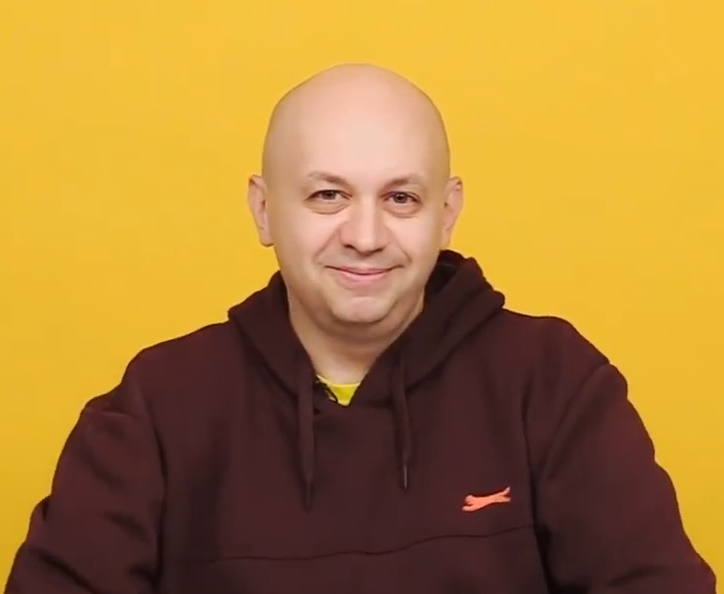
Serguei Smirnov, redactor en cap de Mediazona

En una entrevista del 2016 a Reuters, Tolokonnikova va declarar que «el veritable punk és construir institucions». El 30 de gener de 2021, l'editor en cap de Mediazona, Sergey Smirnov, va ser detingut per la policia prop de casa seva per presumptament infringir la llei sobre protestes. El 29 de setembre de 2021, el Ministeri de Justícia de Rússia va afegir Mediazona a l'anomenada llista d'«agents estrangers». El 6 de març de 2022, com a resultat de la cobertura de Mediazona de la invasió russa d'Ucraïna, el Servei Federal de Supervisió de les Telecomunicacions, Tecnologies de la Informació i Mitjans de Comunicació va bloquejar-lo a Rússia i va exigir que el lloc web es tanqués. Una declaració editorial desafiant va oferir consells als lectors russos per a evadir la censura dels mitjans independents i va prometre continuar:
| « | Estàvem preparats per a això. Durant els últims dies, Rússia ha implementat la censura marcial, sense gairebé cap mitjà independent al país. Entenem tots els nostres riscos, però seguim treballant: aquest és el nostre deure amb els nostres lectors i amb nosaltres mateixos. | » |